# 利蘭·坎寧安
| 2211 Hanuman     | 1951年11月26日 | 列表 |
| 6939 Lestone     | 1952年9月22日  | 列表 |
| (46512) 1951 QD  | 1951年8月31日  | 列表 |
| (99948) 1952 SU1 | 1952年9月23日  | 列表 |

利蘭·坎寧安（英語：Leland Cunningham，1904年2月10日—1989年5月31日）是一位美國天文學家和小行星的發現者。
在長達50年的職業生涯中，利蘭·坎寧安成為天體軌道理論及彗星、行星、衛星和太空探測器軌道精確測量的權威。他也是早期電腦的權威，並協助建造和使用電腦進行天體軌道計算。
小行星1754以他的名字命名。

## 外部連結
- Cunningham on the site of the University of California
- Grosch, Herbert R.J. . Third Millennium Books. 1991. ISBN 978-0-88733-085-8.